# Sean Strickland
Sean Strickland (Anaheim, 27 febbraio 1991) è un artista marziale misto statunitense.
Combatte nella divisione dei pesi medi per l'organizzazione statunitense UFC, in cui è stato campione di categoria. In precedenza ha militato anche nella promozione King of the Cage, dove è stato campione dei pesi medi dal 2011 al 2013.

## Caratteristiche tecniche
Con un buon background nel pugilato e nel muay thai, Strickland è un lottatore che predilige il combattimento in piedi. Si è tuttavia dimostrato valido anche nelle fasi di lotta a terra, grazie alle ottime abilità nel jiu jitsu brasiliano.

## Carriera nelle arti marziali miste

### Ultimate Fighting Championship
Il 4 giugno 2016 affronta Tom Breese a UFC 199, vincendo l'incontro tramite decisione non unanime.
Dal 27 ottobre 2018 al 5 febbraio 2022 porta avanti una striscia positiva di 6 match vinti, conclusa a luglio ad UFC 276 con una sconfitta per KO a favore di Alex Pereira.
Il 17 dicembre 2022 subisce una controversa sconfitta a favore di Jared Cannonier nella card UFC FIGHT Night: Cannonier vs Strickland per split decision.
Dopo due vittorie (il 14 gennaio 2023 contro Imavov e il 1 luglio 2023 contro Magomedov) ottiene la possibilità di combattere ad UFC 293 in Australia per il titolo dei pesi medi. Il 10 settembre 2023 si laurea campione del mondo dei pesi medi UFC dopo aver sconfitto Israel Adesanya per decisione unanime (punteggio di 49-46 di tutti i tre giudici).
Il 21 Gennaio 2024, al termine dell'incontro per la difesa del titolo contro Dricus Du Plessis, perde la cintura dei pesi medi ufc in una sconfitta per split decision. Il punteggio finale dell'incontro, stabilito da tre giudici, è stato di: 47-48 per Strickland, 48-47 e 48-47 per Du Plessis.

## Risultati nelle arti marziali miste
| Risultato                | Record | Avversario                | Metodo                           | Evento                                     | Data              | Round | Tempo | Città                         | Note                                                                |
| ------------------------ | ------ | ------------------------- | -------------------------------- | ------------------------------------------ | ----------------- | ----- | ----- | ----------------------------- | ------------------------------------------------------------------- |
| Sconfitta                | 29-7   | Dricus Du Plessis         | Decisione (unanime)              | UFC 312                                    | 9 febbraio 2025   | 5     | 5:00  | Sydney, Australia             | Per il titolo dei pesi medi UFC                                     |
| Vittoria                 | 29-6   | Paulo Costa               | Decisione (non unanime)          | UFC 302                                    | 1 giugno 2024     | 5     | 5:00  | Newark, Stati Uniti d’America |                                                                     |
| Sconfitta                | 28-6   | Dricus Du Plessis         | Decisione (non unanime)          | UFC 297                                    | 20 gennaio 2024   | 5     | 5:00  | Toronto, Canada               | Perde il titolo dei pesi medi UFC                                   |
| Vittoria                 | 28-5   | Israel Adesanya           | Decisione (unanime)              | UFC 293                                    | 10 settembre 2023 | 5     | 5:00  | Sydney, Australia             | Vince il titolo dei pesi medi UFC. Performance of the Night         |
| Vittoria                 | 27-5   | Abusupiyan Magomedov      | KO tecnico (pugni)               | UFC on ESPN: Strickland vs. Magomedov      | 1 luglio 2023     | 2     | 4:20  | Las Vegas, Stati Uniti        | Performance of the Night                                            |
| Vittoria                 | 26-5   | Nassourdine Imavov        | Decisione (unanime)              | UFC Fight Night: Strickland vs. Imavov     | 14 gennaio 2023   | 5     | 5:00  | Las Vegas, Stati Uniti        | Incontro nei pesi mediomassimi                                      |
| Sconfitta                | 25-5   | Jared Cannonier           | Decisione (non unanime)          | UFC Fight Night: Cannonier vs. Strickland  | 17 dicembre 2022  | 5     | 5:00  | Las Vegas, Stati Uniti        |                                                                     |
| Sconfitta                | 25-4   | Alex Pereira              | KO (pugni)                       | UFC 276: Adesanya vs. Cannonier            | 3 Luglio 2022     | 1     | 2:13  | Las Vegas, Stati Uniti        |                                                                     |
| Vittoria                 | 25-3   | Jack Hermansson           | Decisione (non unanime)          | UFC Fight Night: Hermansson vs. Strickland | 5 Febbraio 2022   | 5     | 5:00  | Las Vegas, Stati Uniti        |                                                                     |
| Vittoria                 | 24-3   | Uriah Hall                | Decisione (unanime)              | UFC on ESPN: Hall vs. Strickland           | 31 luglio 2021    | 5     | 5:00  | Las Vegas, Stati Uniti        |                                                                     |
| Vittoria                 | 23-3   | Krzysztof Jotko           | Decisione (unanime)              | UFC on ESPN: Reyes vs. Procházka           | 1 maggio 2021     | 3     | 5:00  | Las Vegas, Stati Uniti        |                                                                     |
| Vittoria                 | 22-3   | Brendan Allen             | KO tecnico (pugni)               | UFC Fight Night: Felder vs. dos Anjos      | 14 novembre 2020  | 2     | 1:32  | Las Vegas, Stati Uniti        | Incontro catchweight (192 lbs). Performance of the Night            |
| Vittoria                 | 21-3   | Jack Marshman             | Decisione (unanime)              | UFC Fight Night: Hall vs. Silva            | 31 ottobre 2020   | 3     | 5:00  | Las Vegas, Stati Uniti        | Incontro catchweight (187.5 lbs). Marshman mancò il taglio del peso |
| Vittoria                 | 20-3   | Nordine Taleb             | KO tecnico (pugni)               | UFC Fight Night: Volkan vs. Smith          | 27 ottobre 2018   | 2     | 3:10  | Moncton, Canada               |                                                                     |
| Sconfitta                | 19-3   | Elizeu Zaleski dos Santos | KO (spinning wheel kick e pugni) | UFC 224: Nunes vs. Pennington              | 12 maggio 2018    | 1     | 3:40  | Rio de Janeiro, Brasile       |                                                                     |
| Vittoria                 | 19-2   | Court McGee               | Decisione (unanime)              | UFC Fight Night: Poirier vs. Pettis        | 11 novembre 2017  | 3     | 5:00  | Norfolk, Stati Uniti          |                                                                     |
| Sconfitta                | 18-2   | Kamaru Usman              | Decisione (unanime)              | UFC 210: Cormier vs. Johnson 2             | 8 aprile 2017     | 3     | 5:00  | Buffalo, Stati Uniti          |                                                                     |
| Vittoria                 | 18-1   | Tom Breese                | Decisione (non unanime)          | UFC 199: Rockhold vs. Bisping 2            | 4 giugno 2016     | 3     | 5:00  | Inglewood, Stati Uniti        |                                                                     |
| Vittoria                 | 17-1   | Alex Garcia               | KO (pugni)                       | UFC Fight Night: Cowboy vs. Cowboy         | 21 febbraio 2016  | 3     | 4:25  | Pittsburgh, Stati Uniti       |                                                                     |
| Vittoria                 | 16-1   | Igor Araújo               | Decisione (unanime)              | UFC Fight Night: Mir vs. Duffee            | 15 luglio 2015    | 3     | 5:00  | San Diego, Stati Uniti        |                                                                     |
| Sconfitta                | 15-1   | Santiago Ponzinibbio      | Decisione (unanime)              | UFC Fight Night: Bigfoot vs. Mir           | 22 febbraio 2015  | 3     | 5:00  | Porto Alegre, Brasile         | Ritorno nei pesi welter                                             |
| Vittoria                 | 15-0   | Luke Barnatt              | Decisione (non unanime)          | UFC Fight Night: Munoz vs. Mousasi         | 31 maggio 2014    | 3     | 5:00  | Berlino, Germania             |                                                                     |
| Vittoria                 | 14-0   | Bubba McDaniel            | Sottomissione (rear-naked choke) | UFC 171: Hendricks vs. Lawler              | 15 marzo 2014     | 1     | 4:33  | Dallas, Stati Uniti           |                                                                     |
| Vittoria                 | 13-0   | Matt Lagler               | KO tecnico (pugni)               | KOTC: Split Decision                       | 29 agosto 2013    | 1     | 4:59  | Highland, Stati Uniti         | Difende il titolo dei pesi medi KOTC                                |
| Vittoria                 | 12-0   | Yusuke Sakashita          | Decisione (unanime)              | KOTC: Worldwide                            | 5 luglio 2013     | 5     | 5:00  | Manila, Filippine             | Difende il titolo dei pesi medi KOTC                                |
| Vittoria                 | 11-0   | Bill Albrecht             | KO (pugno)                       | KOTC: Restitution                          | 7 febbraio 2013   | 1     | 2:41  | Los Angeles, Stati Uniti      | Difende il titolo dei pesi medi KOTC                                |
| Vittoria                 | 10-0   | Josh Bryant               | Decisione (non unanime)          | KOTC: Unification                          | 8 dicembre 2012   | 3     | 5:00  | Highland, Stati Uniti         | Difende ed unifica il titolo dei pesi medi KOTC                     |
| Vittoria                 | 9-0    | Brandon Hunt              | KO tecnico (pugni)               | KOTC: Hardcore                             | 26 aprile 2012    | 1     | 3:24  | Highland, Stati Uniti         | Vince il titolo dei pesi medi KOTC                                  |
| Vittoria                 | 8-0    | Brandon Hunt              | KO tecnico (pugni)               | KOTC: Steel Curtain                        | 11 dicembre 2011  | 1     | 3:48  | Norman, Stati Uniti           |                                                                     |
| Vittoria                 | 7-0    | Brett Sbardella           | KO (pugni)                       | KOTC: Demolition                           | 6 agosto 2011     | 1     | 1:03  | Walker, Stati Uniti           |                                                                     |
| Vittoria                 | 6-0    | Donavin Hawkey            | Sottomissione (rear-naked choke) | KOTC: Platinum                             | 25 novembre 2010  | 1     | 1:21  | Durban, Sudafrica             | Ritorno nei pesi medi                                               |
| Vittoria                 | 5-0    | Adriel Montes             | KO tecnico (pugni)               | KOTC: Underground 63                       | 2 ottobre 2010    | 2     | 1:05  | Laughlin, Stati Uniti         |                                                                     |
| Vittoria                 | 4-0    | George Interiano          | Decisione (unanime)              | \| Long Beach Fight Night 7 \|             | 3 gennaio 2010    | 3     | 5:00  | Long Beach, Stati Uniti       |                                                                     |
| Vittoria                 | 3-0    | William Wheeler           | Sottomissione (rear-naked choke) | KOTC: Jolted                               | 3 ottobre 2009    | 1     | 1:55  | Laughlin, Stati Uniti         | Debutto nei pesi mediomassimi                                       |
| Vittoria                 | 2-0    | Brandon Ellsworth         | KO tecnico (pugni)               | KOTC: Last Resort                          | 14 marzo 2009     | 1     | 1:28  | Laughlin, Stati Uniti         | Debutto nei pesi medi                                               |
| Vittoria                 | 1-0    | Tyler Pottett             | Sottomissione (rear-naked choke) | KOTC: Protege                              | 22 marzo 2008     | 2     | 1:53  | Laughlin, Stati Uniti         | Debutto nei pesi welter                                             |
| Long Beach Fight Night 7 |        |                           |                                  |                                            |                   |       |       |                               |                                                                     |